# Symbolisme fasciste
Le symbolisme fasciste consiste à utiliser certaines images et certains symboles conçus pour représenter des aspects du fascisme. Ceux-ci incluent des symboles nationaux d'importance historique, des objectifs et des politiques politiques.

## Symbolisme commun des mouvements fascistes
Les mouvements fascistes organisés ont des uniformes aux apparences militaristes pour leurs membres; utilisaient les symboles nationaux, les symboles historiques d'une nation comme symboles de leur mouvement ; et organisaient des rassemblements orchestrés à des fins de propagande. Les mouvements fascistes sont dirigés par un chef (c'est-à-dire Duce, Führer, Caudillo, etc.), publiquement idolâtré dans la propagande comme sauveur de la nation. Un certain nombre de mouvements fascistes utilisent le salut romain.
L'utilisation de symboles, de graphiques et d'autres artefacts créés par des gouvernements fascistes, autoritaires et totalitaires a été considérée comme un aspect essentiel de leur propagande. La plupart des mouvements fascistes ont adopté des symboles d'origine romaine ou grecque antique, par exemple l'utilisation allemande des standards romains lors des rallyes, l'adoption italienne du symbole de fasces, l'espagnol Falange venant du mot latin Phalanx.

## Uniformes militaristes avec des insignes nationalistes
Les mouvements fascistes organisés utilisent généralement des uniformes de type militaire avec le symbole de leur mouvement.
En Italie, le mouvement fasciste italien de 1919 portait un uniforme noir de type militaire et était surnommé Chemises noires. Au pouvoir, à l’époque fasciste, les uniformes s’étendaient au parti et à l’armée, qui portaient généralement des faisceaux ou un aigle agrippant leurs chapeaux ou le bras gauche de leur uniforme.
En Allemagne, le mouvement nazi fasciste était semblable aux fascistes italiens dans la mesure où ils utilisaient initialement un uniforme spécialement coloré pour leur mouvement. L'uniforme de couleur brun clair du groupe paramilitaire allemand a valu au groupe et aux nazis le surnom de Chemises brunes. Les nazis ont utilisé la croix gammée pour leurs uniformes et ont copié les uniformes des fascistes italiens, un aigle tenant une Croix gammée au lieu d'un fasces et une écharpe nazie au bras gauche de l'uniforme pour les membres du parti.
D'autres pays et mouvements fascistes ont largement copié le symbolisme des fascistes italiens et des nazis allemands dans leurs mouvements. Comme eux, leurs uniformes ressemblaient typiquement à des uniformes militaires avec des insignes de type nationaliste du mouvement. Les Phalanges espagnoles ont adopté des chemises bleu foncé pour les membres de leur parti, symbolisant les travailleurs espagnols, dont beaucoup portaient des chemises bleues. Les bérets ont également été utilisés, représentant leurs partisans carlistes. Les volontaires expéditionnaires de la Division bleue espagnole envoyés sur le front est de la Deuxième Guerre mondiale avec un soutien (relativement indirect) des Allemands portaient également des chemises bleues, des bérets et leur pantalon militaire.

## Italie

Drapeau du Parti national fasciste, dont le symbole est un faisceau.

Le symbole original du fascisme, en Italie sous Benito Mussolini, était le faisceau. Il s'agit d'un ancien symbole romain impérial du pouvoir exercé par des licteurs devant des magistrats. Constitué d'un paquet de bâtons avec une hache, le faisceau indiquait le pouvoir sur la vie et la mort. Avant que les fascistes italiens n’adoptent le fasce, ce symbole avait été utilisé par des organisations politiques italiennes de diverses idéologies politiques (allant des socialistes aux nationalistes), appelées Fascio (ligues) en tant que symbole de la force grâce à l’unité.
Le fascisme italien utilisait la couleur noire comme symbole de son mouvement, le noir étant la couleur des uniformes de ses paramilitaires, appelés Chemises noires. La chemise noire provient des troupes de choc italiennes de l'élite audacieuse, les Arditi, des soldats spécialement entraînés pour une vie de violence et vêtus d'uniformes uniques. La couleur noire utilisée par les Arditi symbolisait la mort.
Parmi les autres symboles utilisés par les fascistes italiens, citons l'aquila, le loup capitoline et le slogan SPQR, chacun d'eux faisant référence à l'histoire culturelle de la Rome antique, que les fascistes ont tenté de ressusciter.

## Allemagne

Drapeau du Troisième Reich, dont le symbole est la Croix gammée.

La nature du fascisme allemand, telle qu’incarnée dans le nazisme, était semblable au fascisme italien sur le plan idéologique et empruntait au symbolisme des fascistes italiens, notamment l’utilisation de rassemblements de masse, le salut romain aux armes droites et l’apparition publique. Le nazisme était différent du fascisme italien en ce qu'il était officiellement raciste. Son symbole était la croix gammée, un symbole couramment observé dans le monde et qui avait connu une renaissance dans le monde occidental au début du XXe siècle. Les nationalistes allemands völkisch ont affirmé que la croix gammée était un symbole de la race aryenne, qui, selon eux, était à la base de la civilisation germanique et était supérieure à toutes les autres races.
Tandis que les fascistes italiens adaptaient des éléments de leur héritage ethnique afin de nourrir le sens du nationalisme en utilisant le symbolisme, l'Allemagne nazie également. Le mystique germano-autrichien du tournant du siècle et son auteur Guido von List influèrent beaucoup sur le Reichsführer-SS Heinrich Himmler, qui introduisit divers symboles anciens germaniques (filtrés à travers les écrits de von List), notamment dans le double stylisé Sieg Rune (version runique Armanen, alors contemporaine de von List, de l'ancienne rune sowilo) pour l'organisation elle-même.
Le drapeau tricolore noir-blanc-rouge de l'empire allemand a été utilisé comme couleur du drapeau nazi. La couleur brune était la couleur d'identification du nazisme (et du fascisme en général), en raison de la couleur des paramilitaires (également connus sous le nom de Chemises brunes).
D'autres symboles historiques déjà utilisés par l'armée allemande à des degrés divers avant l'Allemagne nazie, tels que Wolfsangel et Totenkopf, ont également été utilisés de manière plus nouvelle et plus industrialisée sur des uniformes et des insignes.
Bien que la croix gammée soit un symbole populaire dans l’art antérieur à l’utilisation régimentaire par l’Allemagne nazie et qu’elle ait un long héritage dans de nombreuses autres cultures à travers l’histoire - et bien que de nombreux symboles utilisés par les nazis étaient anciens ou couramment utilisés en Allemagne - en raison de son association avec l'usage nazi, la croix gammée est souvent considérée comme synonyme de national-socialisme et certains des autres symboles portent encore une stigmatisation négative d'après la Seconde Guerre mondiale dans les pays occidentaux, au point que certains symboles sont interdits de parution.

## Espagne

Drapeau des Phalanges espagnoles, dont le symbole est le Joug et les flèches.

La Phalange espagnole en Espagne utilisait le joug et les flèches comme symbole. Il a historiquement servi de symbole du bouclier de la monarchie de Ferdinand et d'Isabelle et des monarques catholiques ultérieurs, représentant une Espagne unie et le « symbole des vertus héroïques de la race ». L'uniforme d'origine des Falangistas était la chemise bleue - dérivée de la combinaison bleue des ouvriers de l'industrie - qui fut ensuite combinée au béret rouge des carlistes pour représenter leur fusion par Franco.

## Pologne

La Phalange (Falanga), symbole des adhérents du National-radicalisme.

Plusieurs organisations d'extrême droite et nationalistes polonaises ont utilisé le Mieczyk Chrobrego (Boleslaus, l'épée du brave), qui ressemble au Szczerbiec ou à l'épée de couronnement des rois polonais. Les mêmes organisations ont utilisé l'épée de falanga, un symbole associé à l'extrême droite dans le pays après l'interdiction de Mieczyk Chrobrego; il est notamment utilisé par l'ONR comme principal symbole d'identification. Parmi les autres symboles, on utilise également Toporzeł, symbole à forte connotation antisémite.

## Autres nations

Symbole de l'Action intégraliste brésilienne.

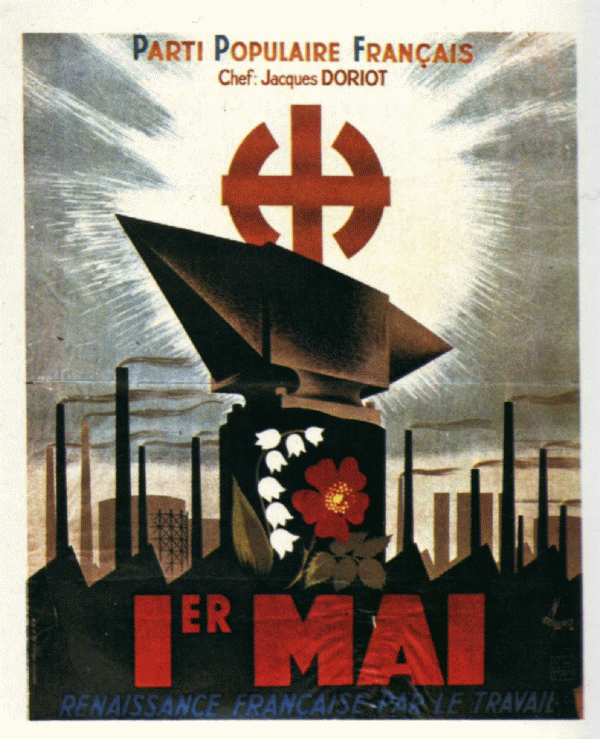
Affiche du Parti populaire français, parti nationaliste, fasciste et pro-nazi.

Symbole du Mouvement national yougoslave.

De nombreux autres mouvements fascistes n'ont pas accédé au pouvoir ou étaient des régimes relativement mineurs en comparaison et leur symbolisme n'est plus reconnu aujourd'hui dans de nombreuses parties du monde, bien que le Flash and Circle de la BUF ait été utilisé plus tard par le Parti populaire non-fasciste de Singapour.
- Le Parti populaire français utilisait la croix celtique.
- Le symbole des mouvements nationaux-socialistes bulgares Ratnik était une croix du soleil nommée Bogar.
- Les Flash and circle étaient un symbole commun de l'Union britannique des fascistes de Sir Oswald Mosley, apparaissant sur les uniformes, les cartouches de journaux, les insignes et les drapeaux du mouvement. Le symbole remplace complètement les faisceaux utilisés de 1932 à 1935 avec l'adoption du flash and circle.
- Le symbole du mouvement croate Oustachis était la lettre capitale U avec la grenade enflammée et les armoiries croates.
- Un symbole important du régime grec du 4 août était le Labrys / Pelekys, la hache à deux têtes que Ioannis Metaxas pensait être le symbole le plus ancien de toutes les civilisations helléniques.
- Le symbole du parti fasciste Parti des Croix fléchées en Hongrie était la Croix fléchée.
- Le Front patriotique autrichien, qui a dirigé le pays de 1933 à 1938, utilisait la croix en béquille comme symbole.
- Le symbole du parti norvégien Nasjonal Samling était le soleil doré / jaune sur fond rouge.
- Le symbole du régime portugais Estado Novo de Antonio de Oliveira Salazar était une version stylisée de la sphère armillaire et du bouclier trouvés sur le drapeau national ; ses rivaux du Movimento Nacional-Sindicalista utilisaient l'Ordre de la Croix du Christ.
- Le symbole de la Garde de fer roumaine était une triple croix (une variante de la triple séparation et frettée) - trois verticales parallèles coupées par trois horizontales parallèles, généralement en noir; il était censé représenter les barreaux de la prison, en tant qu'insigne du martyre. On a parfois considéré l'archange Michael Cross, après le saint patron du mouvement.
- Le Mouvement national socialiste aux Pays-Bas (NSB) a utilisé le Wolfsangel comme symbole principal.
- L’Action intégraliste brésilienne a utilisé un sigma majuscule (Σ) pour représenter la somme de tout ce qui relève de l’État.
- Le Mouvement russe contre l'immigration clandestine, qui est souvent considéré comme un mouvement néo-nazi modéré et légal, utilise le panneau de signalisation noir Stop Prohibited (similaire au swastika) comme symbole principal.
- Le ZBOR yougoslave, quasi-fasciste, a utilisé un bouclier vert avec une lame de blé et une épée traversant le bouclier.

## Salutations
Le salut romain est une forme de salutation qui comprend le bras droit tendu vers le haut, la main tendue ouverte. Initialement, il était utilisé par les légionnaires de Rijeka, puis imposé par le régime par le biais d'une campagne promue par Achille Starace en Italie fasciste, il s'agissait de tendre le bras vers le haut.
En Allemagne, le salut hitlérien était différent du salut romain utilisé par les fascistes italiens, le bras était moins haut lors des salutations, mais les fascistes ont fortement inspirés les nationaux-socialistes allemand à ce niveau.
Le salut fasciste a également été utilisé sous la France de Vichy, le Gouvernement de salut national en Serbie, dans la Norvège sous Quisling ainsi que d'autres alliés de l'Axe Rome-Berlin-Tokyo et leurs collaborateurs.
En Croatie, le salut Za dom spremni des oustachis était différent du salut fasciste, il s'agissait de saluer comme si l'on jure, en levant l'avant-bras.

## Croix celtique

La croix celtique.

La croix celtique est utilisée par les groupes nationalistes révolutionnaires, néonazis, néofascistes, antisémites d'extrême droite dans toute l'Europe et en Amérique du Nord, le parti Forza Nuova, le site Stormfront, le site Web de David Duke.
Elle fut utilisée initialement par les équipes nationales de l'État français.